# Mayoyao
Mayoyao ist eine philippinische Stadtgemeinde in der Provinz Ifugao. Sie hat 17.331 Einwohner (Zensus 1. August 2015).

## Baranggays
Mayoyao ist politisch in 27 Baranggays unterteilt.
| - Aduyongan - Alimit - Ayangan - Balangbang - Banao - Banhal - Bongan - Buninan - Chaya - Chumang - Guinihon - Inwaloy - Langayan - Liwo | - Maga - Magulon - Mapawoy - Mayoyao Proper - Mongol - Nalbu - Nattum - Palaad - Poblacion - Talboc - Tulaed - Bato-Alatbang - Epeng |